# Stilbus sternosetosus
Stilbus sternosetosus là một loài bọ cánh cứng trong họ Phalacridae. Loài này được Lyubarsky miêu tả khoa học năm 1998.